# Antodice pudica
Antodice pudica là một loài bọ cánh cứng trong họ Cerambycidae.